# Charaxes agna
Charaxes agna är en fjärilsart som beskrevs av Moore 1878. Charaxes agna ingår i släktet Charaxes och familjen praktfjärilar. Inga underarter finns listade i Catalogue of Life.